# Páprád, Baranya
Páprád este un sat în districtul Sellye, județul Baranya, Ungaria, având o populație de 172 de locuitori (2011). 

## Demografie
Componența etnică a satului Páprád
     Maghiari (94,9%)
     Romi (5,1%)
Componența confesională a satului Páprád
     Romano-catolici (55,23%)
     Reformați (11,05%)
     Fără religie (7,56%)
     Greco-catolici (1,74%)
     Necunoscută (24,42%)
Conform recensământului din 2011, satul Páprád avea 172 de locuitori. Din punct de vedere etnic, majoritatea locuitorilor (94,9%) erau maghiari, cu o minoritate de romi (5,1%).  Din punct de vedere confesional, majoritatea locuitorilor (55,23%) erau romano-catolici, existând și minorități de reformați (11,05%), persoane fără religie (7,56%) și greco-catolici (1,74%). Pentru 24,42% din locuitori nu este cunoscută apartenența confesională.